# Mieczysław Rakowski
Mieczysław Franciszek Rakowski (n. 1 decembrie 1926, Kowalewko-Folwark⁠(d), Gmina Kcynia⁠(d), Voievodatul Cuiavia și Pomerania, Polonia – d. 8 noiembrie 2008, Varșovia, Polonia) a fost un politician, istoric și jurnalist polonez comunist, care a fost prim-ministru al Poloniei din 1988 până în 1989. A fost al șaptelea și totodată ultimul prim secretar al Partidul Muncitoresc Unit Polonez din 1989 până în 1990. 

## Carieră
Rakowski s-a născut într-o familie de țărani și a lucrat ca strungar în adolescență. A fost ofițer în armata populară poloneză (Ludowe Wojsko Polskie) din 1945 până în 1949. Rakowski și-a început cariera politică în 1946 ca membru al Partidului Muncitoresc Polonez, iar din 1948 până în 1990 a fost membru al Partidului (Comunist) Muncitoresc Unit Polonez (PZPR), în cadrul Comitetului său Central din 1975 până în 1990. 
A obținut un doctorat în istorie de la Institutul de Științe Sociale din Varșovia în 1956. Rakowski a fost penultimul prim-ministru comunist al Poloniei din septembrie 1988 până în august 1989 (Czesław Kiszczak a servit apoi mai puțin de o lună ca ultim prim-ministru comunist care a ocupat postul, înainte de numirea lui Tadeusz Mazowiecki,  primul premier necomunist din Europa Centrală și de Est de după al Doilea Război Mondial). A fost ultimul prim secretar al Partidului (Comunist) Muncitoresc Unit Polonez din iulie 1989 până în ianuarie 1990. Cu toate acestea, el nu a fost, spre deosebire de predecesorii săi, liderul de facto al țării; partidul a renunțat la monopolul său asupra puterii la începutul anului 1989. 
Rakowski a fost cunoscut și ca unul dintre fondatorii și, din 1958 până în 1982, mai întâi ca adjunct și apoi ca redactor-șef al ziarului săptămânal Polityka, una dintre cele mai influente publicații în acea vreme (revista Polityka continuă să apară și astăzi și este considerat de mulți drept cei mai prestigios săptămânal în Polonia). Astăzi unii oameni își aduc aminte de el ca jurnalist și redactor, mai degrabă decât ca politician. 
Rakowski a avut un rol în cadrul guvernului comunist în timpul reprimării mișcării sindicale Solidaritatea în anii 1980. De asemenea, el a jucat un rol în transformarea Poloniei de la socialismul de stat la capitalismul de piață, întrucât guvernul său comunist a fost forțat să se reformeze și el a fost unul dintre actorii cheie ai acordurilor de la masa rotundă poloneză (în poloneză Okrągły Stół).
Înainte de a deveni prim-ministru, Rakowski  a divorțat de violonista Wanda Wiłkomirska, cu care a avut doi fii. 
Rakowski a decedat la Varșovia la 8 noiembrie 2008 din cauza cancerului, la vârsta de 81 de ani.

## Vezi și
- Lista șefilor de stat ai Poloniei